# Rue des Écrevées
La rue des Écrevées  est une rue de la commune de Reims, dans le département de la Marne, en région Grand Est.

## Situation et accès
La rue des Écrevées est comprise entre la rue Sarrail et la rue Henri IV. La rue appartient administrativement au quartier Centre-ville de Reims.

## Origine du nom
Elle porte le nom de Aubry-le-Crevé et du collège qu’il fonda dans cette rue ; il est aussi connu comme Albéric-le-Crevé, André Le Coeur, Oubril l’Ecrevé, Aubery Le Crevé Aubry Le Crevet ou Aubry Le Crevé, Albéric Le Crevé et son bâtiment domüs de Crevet, quarel le crevé.
Ce collège était, comme le collège des Bons-Enfants, un hospice qui recevait, au Moyen Âge, les étudiants pauvres, qui  assistaient aux leçons des maîtres des grandes écoles de Reims. Fondé au XIIIe siècle, le collège fut administré par les échevins jusqu’à sa cession au Chapitre cathédrale et il dura jusqu’à la création de l’Université. Cet établissement scolaire des Ecrevées était devenu au XVIIe siècle une maison de charité pour de pauvres femmes et il fut enfin réuni à l’Hôpital général. 
Cette voie est citée dès 1547 sous le nom de rue des Ecrevés.

## Bâtiments remarquables et lieux de mémoire

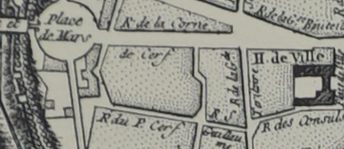
Sur la plan Moithey de 1775, la rue en Z.